# フランチェスコ・フランチャ
フランチェスコ・フランチャ（Francesco Francia）ことフランチェスコ・ライボリーニ（Francesco Raibolini, 1450年頃 - 1517年1月5日 ）は、イタリア、ボローニャ出身の画家、金細工師、メダル意匠家、さらに市の貨幣鋳造所の所長でもあった。

## 略歴
ボローニャで生まれたとされてきたが最新の研究では、近隣のゾーラ・プレドーザの生まれとしている。フランチャはマルコ・ゾッポ(Marco Zoppo: 1433–1498) の下で修行した。最初に画家として名前が出てくるのは1486年のことである。最も初期の作品として知られているのは、『フェリチーニの聖母』で、そこには1494年の日付がある。ロレンツォ・コスタと協力して仕事をし、コスタやエルコレ・デ・ロベルティの作風の影響を受けた。1506年には、既にマントヴァの宮廷画家になっていて、その時には、ペルジーノやラファエロの影響がより強かった。
弟子の中には、マルカントニオ・ライモンディなどがいたが、ジョルジョ・ヴァザーリによると、ライモンディは、フランチャのニエロ象嵌の制作で初めてエングレービングを教わったが、すぐに師匠の腕を追い抜いたということだ。また、ラファエロの『聖セシリア』は、フランチャに激しく劣等感を起こさせ、そのせいでフランチャは鬱病にかかって死んだのだと言われている。
息子のヤコポ・フランチャ(Jacopo Francia: 1481-1557) とジュリオ・フランチャ(Giulio Francia: 1487-1545)も画家である。

## 作品

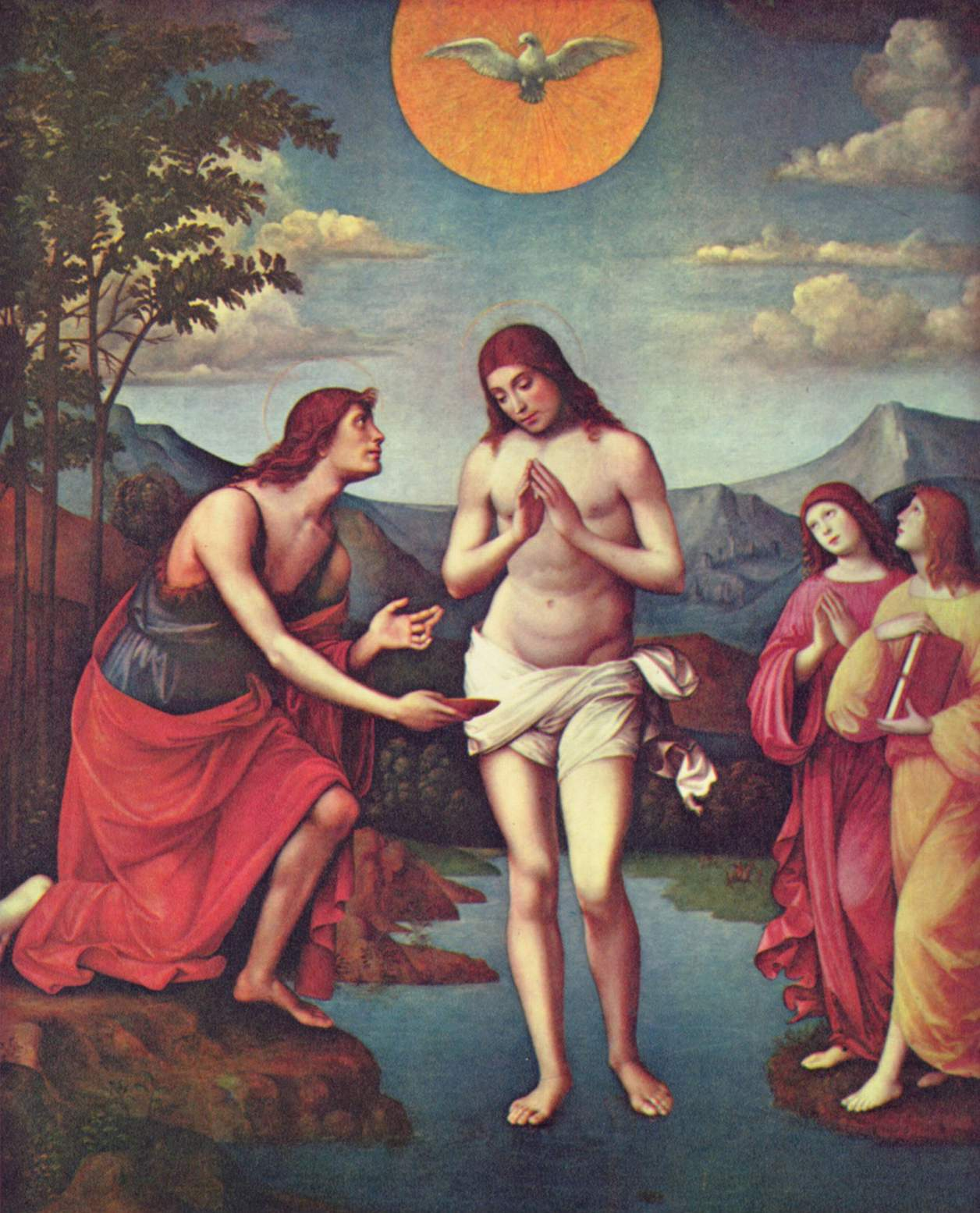
『キリストの洗礼』（1509年） ドレスデン、アルテ・マイスター絵画館蔵
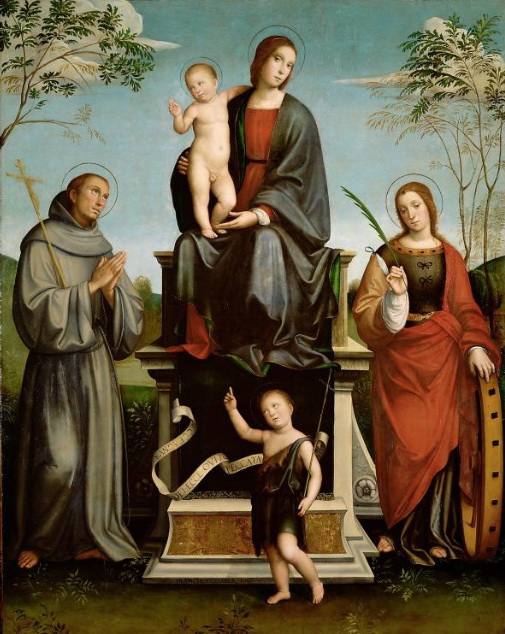
聖人たちと聖母子、 美術史美術館蔵
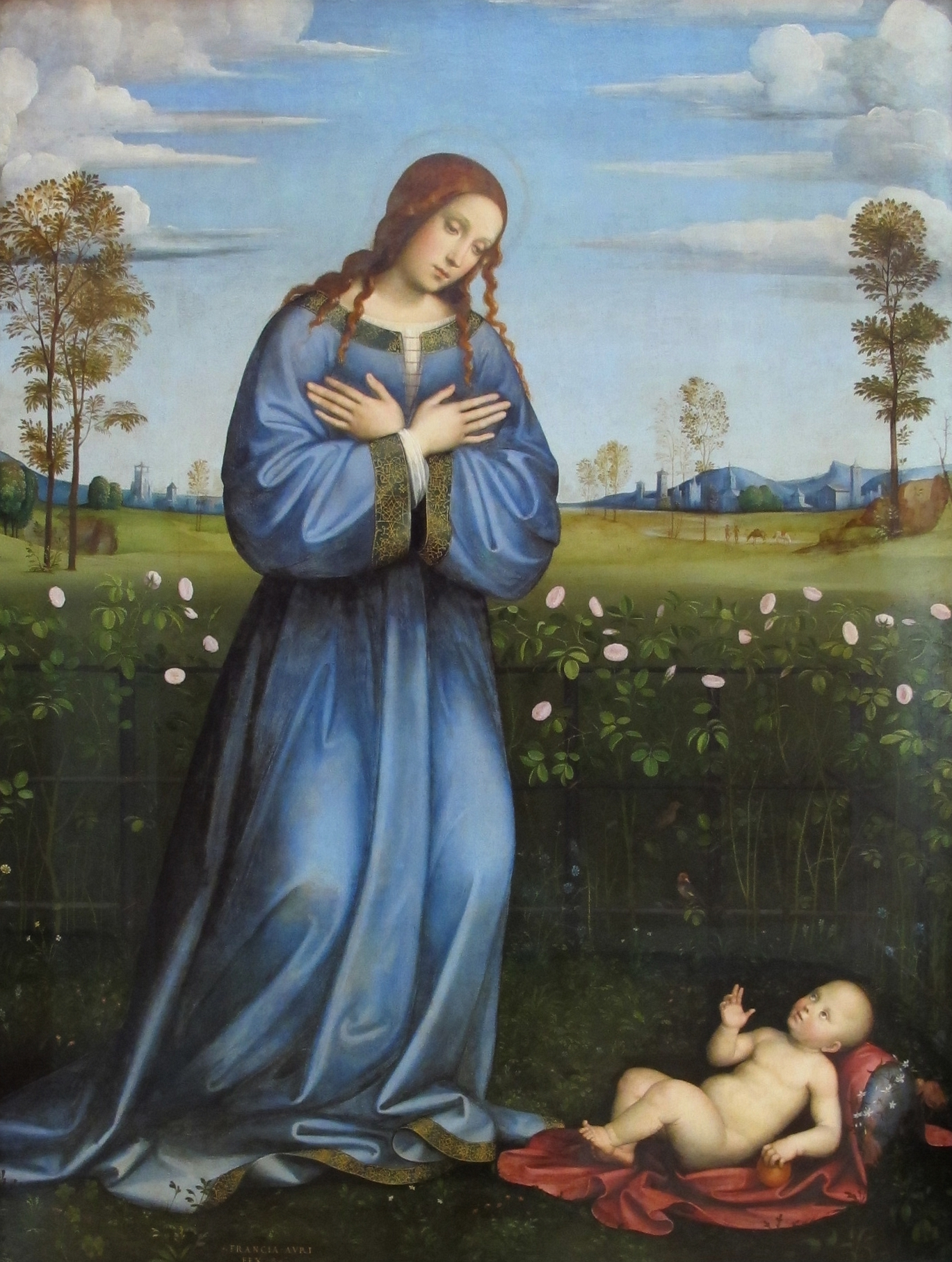
「バラ園の聖母」、 アルテ・ピナコテーク蔵